# Interessensgemeinschaft Österreichischer Autorinnen Autoren
Die Interessensgemeinschaft Österreichischer Autorinnen Autoren ist eine Verhandlungsdelegation österreichischer Schriftsteller. Sie wurde 1971 gegründet.
Präsidentin ist Renate Welsh.
Voraussetzung für eine Mitgliedschaft ist eine schriftstellerische Tätigkeit.
Der Verein hat etwa 3.800 Mitglieder.

## Aktivitäten
- Förderung und Wahrung der  Interessen der Schriftsteller
- Generelle Beratung und Information
- Rechtsberatung und Rechtsschutz
- Initiativen
- Entwicklung und Begutachtung von für schriftstellerisches Arbeiten relevanten Gesetzen und generellen vertraglichen Regelungen
- Gemeinschaftsausstellungen an der Frankfurter Buchmesse und Leipzig

## Publikationen
- Handbuch „Literarisches Leben in Österreich“
- „Autorensolidarität. Börsenblatt österreichischer Autorinnen, Autoren & Literatur“
- Katalog „Die Literatur der österreichischen Kunst-, Kultur- und Autorenverlage“